# زکریا الزروالی
زکریا الزروالی (انگلیسی: Zakaria Zerouali; ۲۴ مهٔ ۱۹۷۸ – ۳ اکتبر ۲۰۱۱) بازیکن فوتبال اهل مراکش بود.
از باشگاه‌هایی که در آن بازی کرده‌است می‌توان به باشگاه فوتبال مولودیه وجده و باشگاه فوتبال الرجا اشاره کرد.
وی همچنین در تیم ملی فوتبال مراکش بازی کرده‌است.